# Riad Ghali
Riad Ghali (em árabe: رياض غالي ), (Shubra, 11 de fevereiro de 1919 – Los Angeles, 12 de julho de 1987), foi um diplomata egípcio e esposo de Fathiya Fuad, a última filha do rei Fuade I do Egito e da rainha Nazli.

## Biografia
Riad Ghali nasceu em Shubra, no Egito, em uma família copta de religião ortodoxa. Ele é o filho mais velho de Beshay Ghali (1882-1953) e Mina Ghalila (?-1976). O pai dele era professor.
Em 1946, conhece a rainha Nazli Sabri e a princesa Fathiya em Marselha, França. Posteriormente, ele foi contratado como conselheiro real por Nazli. Fathiya casou-se com o plebeu Riad em 1950, numa cerimônia civil no Hotel Fairmont, em São Francisco. Como resultado Faruk I priva Nazli e Fathiya de todos e quaisquer títulos, distinções e direitos reais, além de despojá-las de seus bens móveis e imóveis.
Eles têm três filhos: Rafiq Ghali (1952), Rayed Ghali (1954-2007) e Ranya Ghali (1956).
O casal separou-se formalmente em 1965 e posteriormente divorciado oficialmente em 1973. Em 10 de dezembro de 1976, Fathiya foi morta com cinco tiros de revólver no rosto por Riad, ele tentou o suicídio logo após o crime, mas sobreviveu. Riad Ghali foi condenado a 15 anos de prisão e morreu no cárcere onze anos depois.
Riad Ghali foi sepultado no Holy Cross Cemetery, perto do túmulo de sua falecida esposa e da sogra Nazli.